# Alfredo Langguth
Alfredo Langguth (Montevidéu, 18 de maio de 1941) é professor da Universidade Federal da Paraíba (UFPB) e é um dos mais importantes zoólogos brasileiros. Langguth fez grandes contribuições para a mastozoologia, especialmente em relação à sistemática de roedores, marsupiais, primatas e carnívoros, além de ter exercido grande influência na formação de muitos mastozoólogos brasileiros.

## Carreira
Após completar o doutorado na Universidade de Frankfurt, Alemanha em 1968, Langguth retornou ao Uruguai e trabalhou como pesquisador e professor na Universidad de la República. Fez Pós-Doutorado no American Museum of Natural History, EUA, com bolsa da John Simon Guggenheim Memorial Foundation de 1971 a 1972. Em 1979, deixou o Uruguai e se estabeleceu na Universidade Federal da Paraíba (UFPB), em João Pessoa, Brasil. Esteve no Rio de Janeiro entre 1989 e 1994 como curador da coleção de mamíferos do Museu Nacional e professor da Universidade Federal do Rio de Janeiro, mas acabou retornando para a UFPB, onde se aposentou. Atualmente é Professor Visitante Nacional Sênior na UFPB, atuando tanto no campus de João Pessoa, quanto em Rio Tinto. Langguth publicou cerca de 100 textos científicos, entre artigos, livros e capítulos, além de ter orientado mais de 25 alunos de mestrado e doutorado ao longo de sua carreira. Foi consultor da Coordenação de Aperfeiçoamento de Pessoal de Nível Superior (CAPES), assessor do Conselho Nacional de Desenvolvimento Científico e Tecnológico (CNPq) e Pesquisador Associado do American Museum of Natural History.

## Homenagens
Langguth tem uma espécie de gliptodonte (Pseudolophophorus langguthi Farina, 1981), uma subespécie de rato (Deltamys kempi langguthi) e uma espécie de rato (Cerradomys langguthi) nomeados em sua homenagem.

## Publicações selecionadas
- Langguth, A. Recognition of mate and speciation in Marmoset genus Callithrix (Primates, Cebidae, Callithriquinae). Revista Nordestina de Biologia, v. 19, p. 59-73, 2008.
- Oliveira, F. F.; Langguth, A. Pequenos mamíferos (Didelphimorphia e Rodentia) de Paraíba e Pernambuco, Brasil. Revista Nordestina de Biologia, João Pessoa, v. 18, n.2, p. 19-86, 2004.
- Bonvicino, C. R.; Langguth, A.; Lindbergh, S. M.; Paula, A.C. An elevational gradient study of small mammals at Caparaó National Park, Southeastern Brazil.. Mammalia, v. 61, n.4, p. 547-560, 1997.
- Bonvicino, C. R.; Langguth, A.; Mittermeier, R. A. A study of pelage color and geographic distribution in Alouatta belzebul (Primates: Cebidae). Rev. Nordestina Biol., v. 6, n.2, p. 139-148, 1989.
- Langguth, A. Die südamerikanischen Canidae unter besonderer Berücksichtigung des Mähnenwolfes Chrysocyon Brachyurus Ill.. Z. WISS. ZOOLOGIE, Leipzig, v. 179, n.1\2, p. 1-188, 1969.